# Tyrannus dominicensis
Tyrannus dominicensis е вид птица от семейство Tyrannidae.

## Разпространение
Видът е разпространен в Ангуила, Антигуа и Барбуда, Аруба, Американските Вирджински острови, Бахамските острови, Барбадос, Белиз, Бонер, Синт Еустациус, Саба, Бразилия, Британските Вирджински острови, Венецуела, Гренада, Гваделупа, Гвиана, Доминика, Доминиканската република, Канада, Кайманови острови, Колумбия, Коста Рика, Куба, Кюрасао, Мартиника, Мексико, Монсерат, Малки далечни острови на САЩ, Никарагуа, Панама, Пуерто Рико, Сейнт Китс и Невис, Сейнт Лусия, Сен Мартен, Сейнт Винсент и Гренадини, Суринам, САЩ, Тринидад и Тобаго, Търкс и Кайкос, Френска Гвиана, Хаити, Хондурас и Ямайка.